# Национальная иранская нефтяная компания
National Iranian Oil Company (NIOC) — иранская государственная нефтегазовая компания, основанная в 1948 году. 
Третья по размеру нефтегазовая компания в мире после Aramco (Королевство Саудовская Аравия) и Газпрома (Россия).
Штаб-квартира расположена в Тегеране. 100 % акций компании находятся у государства.
NIOC и её дочерние предприятия эксклюзивно ведут разведку, добычу, транспортировку, переработку и экспорт нефти и природного газа в Иране. Текущие возможности добычи NIOC оцениваются в более чем 4 миллиона баррелей нефти и более 500 миллионов кубометров газа в сутки.

## История компании
В 1901 году шах Ирана Мозаффар ад-Дин предоставил британскому предпринимателю Уильяму д’Арси концессию на поиск нефти, природного газа, асфальта и битума по всей стране, исключая пять северных областей и провинций, граничащих с Россией. Срок концессионного соглашения с д’Арси составлял 60 лет. По условиям концессии У. д’Арси обязался выплатить правительству Ирана «подписной бонус» в размере 20 тыс. фунтов стерлингов, передать правительству Ирана 10 % акций компании, создаваемой для поиска нефти, и выплачивать Ирану 16 % прибыли этой компании. В 1904 году У. д’Арси, к тому времени истративший на геологоразведочные работы в Иране более 250 тыс. ф. ст., передал свои права по концессионному соглашению лорду Страктону и британской компании Burma Oil Company за долю участия в новой компании Concessions Syndicated Limited, создаваемой для продолжения ГРР в Иране. Первое нефтяное месторождение в Иране (и на всём Ближнем Востоке) было открыто в мае 1908 года в районе Месджеде-Солейман на юго-западе Ирана (ныне — провинция Хузестан), когда У. д’Арси и Burma Oil Company уже собирались прекратить работы в этой стране.
В апреле 1909 года для разработки иранских нефтяных месторождений лорд Страктон и Burma Oil Company учредили Англо-Персидскую нефтяную компанию (АПНК). Летом 1914 года по настоятельной рекомендации Уинстона Черчилля, занимавшего тогда пост первого лорда адмиралтейства, правительство Великобритании стало основным акционером АПНК. С 1923 года компания приобрела эксклюзивные права на разработку нефти в Иране.
27 ноября 1932 года министерство финансов Ирана направило руководству Англо-Персидской нефтяной компании ноту, в которой сообщалось о денонсации иранским правительством выданной в 1901 году д’Арси концессии. В апреле 1933 года после многостороннего давления со стороны правительства Великобритании шах Ирана Реза Пехлеви дал указание подписать новое концессионное соглашение с Англо-Персидской нефтяной компанией на срок до 31 декабря 1993 года. Основное отличие новой концессии от старой состояло в изменении системы денежных отчислений: АПНК должна была переводить иранскому правительству 16 % своего чистого дохода, включая доходы дочерних предприятий. По новому соглашению концессионная зона была сокращена: к 1939 году она должна была составить лишь около пятой части площади концессии, предоставленной д’Арси. Нетехнический персонал компании отныне должен был состоять исключительно из иранцев. В результате заключения нового концессионного соглашения Англо-Персидская нефтяная компания укрепила своё монопольное право на разработку нефтяных месторождений на юго-западе Ирана.
В 1935 году после обращения шаха Ирана Реза Пехлеви к иностранным государствам с просьбой использовать наименование «Иран» и производные от этого существительного вместо наименования «Персия» Англо-Персидская нефтяная компания была переименована в Англо-Иранскую нефтяную компанию (АИНК). В 1950 году акционерами АИНК являлись: правительство Великобритании (56 %), Burma Oil Company (22 %), частные инвесторы (22 %).
Весной 1951 г. после массовых демонстраций и забастовок иранцев в пользу национализации нефтяной промышленности страны и ликвидации концессии АИНК парламент Ирана принял законы о национализации нефтяной промышленности Ирана путём передачи всех активов АИНК в пользу Национальной иранской нефтяной компании, которая была учреждена в 1948 году. Англо-Иранская нефтяная компания отозвала из страны весь свой управленческий и инженерно-технический персонал и инициировала среди компаний-участниц нефтяного картеля (Exxon, Gulf Oil, Texaco, Mobil, Chevron, Royal Dutch Shell — т. н. Семь сестёр) всеобъемлющее эмбарго на импорт иранской нефти. Правительство Великобритании, являвшееся основным акционером АИНК, предприняло попытку оспорить национализацию в международном суде в Гааге и совместно с Вашингтоном организовало экономическую блокаду Ирана.
В августе 1953 года на фоне экономического кризиса и ослабления внутриполитических позиций правительства Мосаддыка спецслужбы Британии и США организовали государственный переворот в Иране, насильственное отстранение премьер-министра Мосаддыка от власти (т. н. «Операция Аякс») и возвращение в страну шаха Мохаммеда Реза Пехлеви. 5 декабря 1953 года были восстановлены дипломатические отношения с Великобританией. 9 апреля 1954 года в Лондоне был подписан меморандум о взаимопонимании об образовании международного консорциума Iranian Oil Participants Ltd. (IOP) для разработки месторождений иранской нефти. Согласно меморандуму доли в консорциуме были распределены следующим образом: 40 % в консорциуме досталось Англо-Иранской нефтяной компании, 40 % — пятёрке американских нефтяных компаний (Gulf Oil, Socal, Esso, Socony, Texaco), 14 % — англо-голландской компании Shell, 6 % — французской нефтяной компании Compagnie Francaise de Petroles, (ныне называется TotalEnergies). В сентябре 1954 года IOP заключил соглашение с правительством Ирана, в соответствии с которым консорциуму передавались права на разработку иранских нефтегазовых месторождений на срок 25 лет. По соглашению прибыль от деятельности консорциума должна была распределяться с правительством Ирана в соотношении 50/50. Участники консорциума формально признали за Национальной иранской нефтяной компанией право владения нефтегазовыми месторождениями Ирана и контроля за деятельностью оперативных и коммерческих компаний консорциума в Иране. Однако фактически управление большей частью нефтяной промышленности Ирана и всем экспортом иранской нефти осуществлял консорциум. За NIOC оставалось управление месторождением «Naft-e šāh» и НПЗ «Kermānšāh», а также распределительная сеть внутри страны.
1 ноября 1954 года Англо-Иранская нефтяная компания была переименована в British Petroleum Company (в настоящее время называется BP). IOP продолжал деятельность до Исламской революции в 1979 году.
Тем временем NIOC постепенно развивалась. На территории Ирана было создано несколько совместных предприятий с зарубежными нефтяными компаниями, не входившими в консорциум, в частности с итальянской Eni в 1957 году и американской Standard Oil Company of Indiana в 1958 году. В 1960-х годах были созданы танкерная и нефтехимическая дочерние компании, были куплены доли в НПЗ в Индии и ЮАР. К началу 1970-х годов на NIOC приходилось около 1 % мировой добычи нефти и 5 % экспорта нефти из Ирана.

### После исламской революции
Положение компании изменилось после исламской революции 1978 года и введения американских санкций. Новый режим аятоллы Хомейни конфисковал всю собственность консорциума в Иране, были ликвидированы совместные предприятия, их активы переданы новой структуре Iranian Offshore Oil Company, из зарубежной деятельности осталась только доля в НПЗ в Индии. Иран официально отказался от экспорта нефти в США. Однако неофициально торговля продолжалась при посредничестве швейцарского нефтетрейдера Marc Rich + Co, владельцем которого был американский еврей Марк Рич. Как сообщил Рич своему биографу:

Они выполняли прежние договорённости, NIOC по-прежнему продавал Marc Rich + Co. 8 −10 млн т (60 — 75 млн баррелей) нефти в год — в полном соответствии с контрактом, который Рич заключил с правительством Мохаммеда Резы Пехлеви. И не предъявляли никаких претензий

В сентябре 1980 года началась Ирано-иракская война, к 1981 году добыча нефти в Иране сократилась на 75 %, в ходе войны НПЗ и терминалы для экспорта нефти неоднократно подвергались бомбардировкам. В начале 1990-х годов Иран вынужден был импортировать нефтепродукты.

## Запасы нефти
На начало 2005 года запасы жидких углеводородов NIOC составляли 136,99 млрд баррелей (21 780 км³ — 10 % мирового объёма), газа — 28,17×1012 м³ (15 % от мирового объёма).
По заявлению главы компании Мохсена Ходжастеха Мехра, на 2022 год запасы углеводородов NIOC были крупнейшими в мире и составляли 1,2 трлн баррелей в нефтяном эквиваленте, из них 157 млрд баррелей нефти и 33 трлн м³ природного газа.
Подавляющее большинство запасов нефти в Иране расположено на сухопутных месторождениях в юго-западной части провинции Хузестан вблизи границы с Ираком. У Ирана имеется 40 месторождений — 27 сухопутных и 13 морских. Сырая нефть Ирана, как правило, находится в среде с содержанием серы и в диапазоне 28-35 градусов API.
По состоянию на 2012 год, 98 установок находятся в эксплуатации на суше, 24 — на морских месторождениях (в Каспийском море эксплуатируется одна установка).

## Деятельность

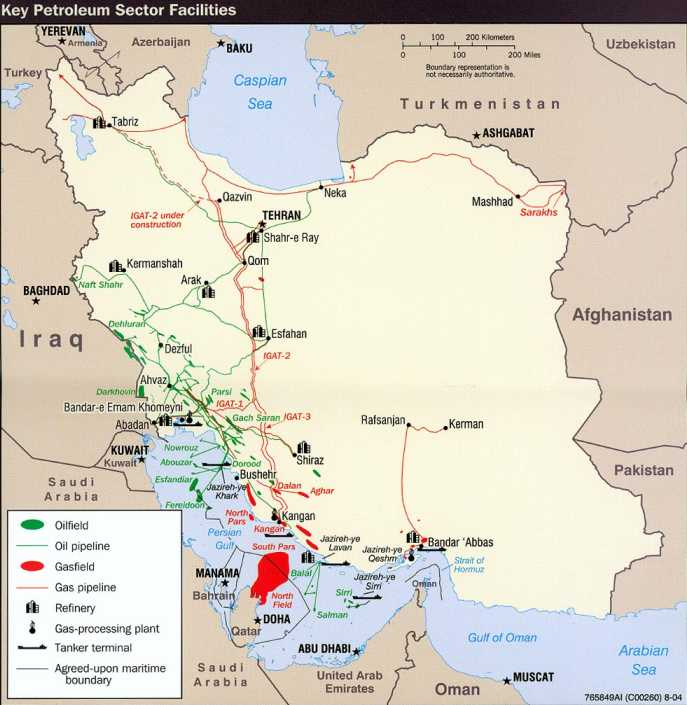
Схема нефтегазовой индустрии Ирана на 2004 год, ЦРУ

Национальный производитель и дистрибьютор нефти. NIOC занимается разведкой, добычей, транспортировкой и экспортом нефти, а также разведкой, добычей и продажей природного газа и сжиженного природного газа (СПГ).
NIOC экспортирует излишки нефти другим странам в рамках квоты, определённой Организацией стран-экспортёров нефти (ОПЕК) по ценам, принятым на международном рынке.
На 2021 год объём добычи нефти составлял более 3,8 млн баррелей в день, из них 1,5 млн баррелей шло на экспорт. Добыча природного газа составляла около 1 млрд м³ в день (5,9 млн баррелей в нефтяном эквиваленте).

## Перечень месторождений
По состоянию на 01.01.2008 г:
- Фердоус
- Азадеган
- Южный Парс
- Даште-Абадан
- Ахваз
- Марун
- Ядаваран
- Лулу-Эсфандиар
- Агаджари
- Гечсаран
- Бибе-Хекиме
- Кушк
- Киш
- Гольшан
- Пазанун
- Северный Парс
- Табнак
- Хангиран
- Кенган